# Hilaroleopsis globicollis
Hilaroleopsis globicollis là một loài bọ cánh cứng trong họ Cerambycidae.